# Eight moments of eternity
Eight moments of eternity is het vierde studioalbum van Isildurs Bane. De band had met voorganger Sea reflections de progressieve rock ingewisseld voor fusion, niet tot ieders waardering. De band ging verder op de ingeslagen weg, hetgeen een misprijzen opleverde vanuit de hoek van de progressieve rock, waarmee Isilidurs Bane de eerste twee albums vulde. Het instrumentale album werd opgenomen in januari en februari 1987 in de Starec Studio, behalve het kamerorkest, dat werd opgenomen in Studio 38.

## Musici
- Mats Johansson – toetsinstrumenten
- Fredrik Janáček – basgitaar
- Mats Nilsson – gitaar
- Jan Severinsson – dwarsfluit, toetsinstrumenten en vibrafoon/marimba
- Kjell Severinsson – drumstel, percussie
- Jan-Ove Nilsson – trompet, flugelhorn
- Christian Jerhov – trombone
- Bengt Johansson – saxofoon

Met Hallandsensemblen op The second step.

## Muziek
| Nr. | Titel                              | Duur |
| --- | ---------------------------------- | ---- |
| 1.  | Lady in green (Mats Johansson)     | 3:55 |
| 2.  | The factory man (Mats Johansson)   | 4:44 |
| 3.  | Ben-Oni (Mats Johansson)           | 5:12 |
| 4.  | The second step (Mats Johansson)   | 3:00 |
| 5.  | Happy hip hop (Mats Johansson)     | 5:12 |
| 6.  | In the same class (Mats Johansson) | 4:16 |
| 7.  | Gheel (Mats Johansson)             | 5:50 |
| 8.  | Above the roofs (Mats Johansson)   | 3:18 |